# JK Mornar
Jedriličarski klub Mornar je osnovan 1948. godine. 
Jedini preživjeli osnivač je Filko Koludrović. Nalazi se u zapadnom dijelu Gradske luke u uvali Baluni, Split. Poznata je njegova škola jedrenja koja je dala veliki broj vrhunskih jedriličara. Posada klupske jedrilice Podgorka je 1975. godine osvojila nagradu Plava vrpca Vjesnika za pomoć i spašavanje na moru. Mornar je dao velik broj državnih prvaka i četiri olimpijca: Tonko Pivčević, Mate Arapov, Tonči Stipanović i Filip Jurišić. 
Veliki rezultatski bum počeo je 1996. pod predsjedanjem Lenka Jakelića i traje do danas. U tom razdoblju, jedriličari Mornara osvojili su preko trideset medalja na svjetskim i europskim prvenstvima. Najistaknutiji jedriličari i osvajači medalja su Mate Arapov, Tonči Stipanović, Tonko Kuzmanić, Karlo Krpeljević, Luka Radelić, Joško Lalić, Filip Jurišić i trener Jozo Jakelić. U klubu je dugi niz godina aktivna brodomodelarska sekcija. JK Mornar je organizirao tri Europska prvenstva u jedrenju i to 1998. za klasu Optimist, 2003. za klasu Laser i 2005. za klasu Laser Radial.

## Vidjeti također i:
- Tonči Mitrović

## Vanjske poveznice
- JK MORNAR